# オープンソースソフトウェア評価手法
フリーまたはオープンソースソフトウェアの評価プロセスを定義するために、いくつかの方法が作成された。 いくつかは、オープンソースプロジェクトの組織の成熟度、耐久性、戦略などの側面に焦点を当てる。 その他の方法論は、評価プロセスに機能的な側面を追加する。 

## 既存の方法論
20種類以上のOSS評価方法がある。 
- Capgeminiのオープンソース成熟度モデル （OSMM）
- Navicaのオープンソース成熟度モデル（OSMM） [2]
- WoodsとGulianiによるオープンソース成熟度モデル（OSSMM） [3]
- オープンソースソフトウェア認定選択手法（ QSOS ）
- オープンビジネスレディネス評価（ OpenBRR ）
- オープンビジネス品質評価（OpenBQR） [4]
- QualiPSo [5]
- オープンソースソフトウェアの信頼性（MOSST）のQualiPSoモデル[6] [7]
- オープンソースソフトウェアの信頼性モデルに向けて：オープンソースソフトウェアの評価方法[8]
- QualOSS –オープンソースの品質[9]
- オープンソースソフトウェアの評価フレームワーク[10]
- OSS選択の品質モデル[11]
- オープンソースソフトウェア認定選択手法のためのAtos Origin手法（QSOS） [12]
- オープンソースソフトウェア（OITOS）のイノベーションと技術移転のための観測法[13]
- OSクリティカルシステム評価（FOCSE）のフレームワーク[14]

## 比較

### 比較基準
StolとBabarは、OSS評価方法の比較フレームワークを提案した。 それらのフレームワークは、4つのカテゴリの基準を列挙している。メソッドが使用されるコンテキスト、メソッドのユーザー、メソッドのプロセス、およびメソッドの評価（たとえば、有効性および成熟段階）に関連する基準の4つである。 
以下に示す比較は、次の基準に基づく。 
- 発表日 ：方法論が作られた日。
- 原著者/スポンサー :元の方法論の作成者およびスポンサー（存在する場合）
- ライセンス ：方法論の配布および使用ライセンス
- 評価モデル:
  - 詳細レベル   ：いくつかの詳細レベルまたは評価粒度
  - 事前定義された基準   ：方法論が提供するいくつかの定義済基準
  - 技術的/機能的基準   ：方法論は、技術情報または機能に基づいたドメイン固有基準の使用を許す
- スコアリングモデル  ： 
  - 基準によるスコアリングスケール
  - 反復プロセス   ：詳細レベルを改善するいくつかの手順を使用して、評価を実行および改良できる
  - 基準の重み付け   ：方法論スコアリングモデルの一部として、評価された基準に重み付けを適用することができる
- 比較   ：比較プロセスは方法論によって定義される

### 比較表
| 基準                           | OSMM Capgemini                           | OSMM Navica                                                    | QSOS                                                                 | OpenBRR                                                         | OpenBQR                                                | オープンソースの成熟度モデル                           |
| ------------------------------ | ---------------------------------------- | -------------------------------------------------------------- | -------------------------------------------------------------------- | --------------------------------------------------------------- | ------------------------------------------------------ | ------------------------------------------------------ |
| 発表                           | 2003                                     | 2004                                                           | 2004                                                                 | 2005年                                                          | 2007                                                   | 2008年                                                 |
| 原著者/スポンサー              | キャップジェミニ                         | ナヴィカソフト                                                 | アトスオリジン                                                       | カーネギーメロンシリコンバレー 、SpikeSource、オライリー、Intel | インスブリア大学                                       | QualiPSoプロジェクト、EU委員会                         |
| ライセンス                     | 非フリーライセンスですが、許可された配布 | アカデミック無料ライセンスに基づいてライセンスされた評価モデル | GNU Free Documentation Licenseの下でライセンスされた方法論と評価結果 | Creative Commonsライセンスの下でライセンスされた評価結果        | Creative Commons Attribution-Share Alike 3.0ライセンス | Creative Commons Attribution-Share Alike 3.0ライセンス |
| 評価モデル                     | 実用的                                   | 実用的                                                         | 実用的                                                               | 科学的                                                          | 実用的                                                 | 科学的                                                 |
| 詳細レベル                     | 2軸、2レベル                             | 3レベル                                                        | 3レベル以上（機能グリッド）                                          | 2レベル                                                         | 3レベル                                                | 3レベル                                                |
| 事前定義された基準             | はい                                     | はい                                                           | はい                                                                 | はい                                                            | はい                                                   | はい                                                   |
| 技術的/機能的基準              | いいえ                                   | いいえ                                                         | はい                                                                 | はい                                                            | はい                                                   | はい                                                   |
| スコアリングモデル             | フレキシブル                             | フレキシブル                                                   | 厳格                                                                 | フレキシブル                                                    | フレキシブル                                           | フレキシブル                                           |
| 基準によるスコアリングスケール | 1から5                                   | 1から10                                                        | 0から2                                                               | 1から5                                                          | 1から5                                                 | 1から4                                                 |
| 反復プロセス                   | いいえ                                   | いいえ                                                         | はい                                                                 | はい                                                            | はい                                                   | はい                                                   |
| 基準の重み付け                 | はい                                     | はい                                                           | はい                                                                 | はい                                                            | はい                                                   | はい                                                   |
| 比較                           | はい                                     | いいえ                                                         | はい                                                                 | いいえ                                                          | はい                                                   | いいえ                                                 |